# Miraculi
Miraculi,  alternativ Der Kontrolleur, ist ein deutscher satirischer Spielfilm der DEFA von Ulrich Weiß aus dem Jahr 1992.

## Handlung
Fünf Freunde verbringen ihre Freizeit im Café „Zur Neuen Welt“ und spielen Billard. Als durch die ständige Alberei die letzte Schachtel Zigaretten in ein Bierglas fällt und somit nicht mehr zu gebrauchen ist, wird mittels Streichhölzern derjenige ausgelost, der neue Zigaretten besorgen muss. Es trifft Sebastian Müller, der in einen Kiosk einbricht, zwei Schachteln Zigaretten stiehlt, das Falsche seines Tuns erkennt und sich festnehmen lässt. Solche kleineren Delikte werden durch die Konfliktkommission des Betriebes verhandelt, in dem der Beschuldigte beschäftigt ist. Sebastian wird zu einer Geldstrafe von 50,00 Mark verurteilt, die ihm aber von dem gesellschaftlichen Gremium nicht abgenommen werden, und so übergibt er der bei der Verhandlung anwesenden Kioskbetreiberin das Geld.
In Sebastian hat dieses Erlebnis aber etwas bewirkt. Zusätzlich zu der Geldstrafe möchte er als Kontrolleur bei der Straßenbahn für mehr Ehrlichkeit sorgen. Da er die Prüfung zu diesem nicht besonders gut besteht, wird er nur als ehrenamtlicher Kontrolleur zugelassen. Im Laufe der Zeit werden die entdeckten Schwarzfahrer immer weniger, da er inzwischen bei den Leuten bekannt ist. Auch eine Verkleidung hilft ihm nicht weiter und nach einer Meinungsverschiedenheit mit seinem Vater über die Kontrolltätigkeit, versucht er nun die erwischten Fahrgäste mit guten Worten von ihren Schwarzfahrten abzubringen. Nur eine junge Frau hat es ihm angetan und die wird nicht kontrolliert, aber auch das ist ein Fehler. Sie ist Arbeiterin in einer Knopffabrik und freut sich den ganzen Tag auf die Spannung, ob sie nun ohne gültigen Fahrausweis erwischt wird, oder nicht. Diese Spannung hat er ihr genommen. 
Eines Tages wird Sebastian von einem besser gestellten Herrn, den er bereits mehrfach ohne Fahrschein erwischt hat, auf sein Grundstück zu einer Party und zum Surfen eingeladen. Er soll hereingelegt werden und dazu soll die junge Frau aus der Knopffabrik, d. h. die ständige Schwarzfahrerin, behilflich sein. Am Morgen nach der Party sind beide verschwunden, aber auch der große See am Fuße des Grundstücks ist nicht mehr vorhanden.
Wieder im Café „Zur Neuen Welt“ stehen die fünf Freunde um den Billardtisch herum und lassen somit offen, ob die vergangenen Erlebnisse nun Tatsache oder nur ein Traum waren.

## Hintergrund
Miraculi entstand als Co-Produktion zwischen der DEFA Studio Babelsberg GmbH und dem Zweiten Deutschen Fernsehen (ZDF).
Der Film hatte am 18. Februar 1992 bei den Internationalen Filmfestspielen Berlin seine Premiere. Miraculi wurde im September bis November 1990, kurz nach der Wende, in den DEFA-Studios in Potsdam-Babelsberg und in Halle an der Saale (Straßenbahn) gedreht. Er wurde außerdem während des 2. Film-Kunst-Fests vom 6. bis 10. Mai 1992 in Schwerin mit dem 2. Preis ausgezeichnet.

## Kritiken
Das Lexikon des internationalen Films meinte, Miraculi sei ein „allegorisch angelegter Film, der in die Wende-Zeit hineinspielt“. Dabei würden klare Aussagen „zugunsten vager Andeutungen vernachlässigt“. Darüber hinaus sei der Film auch „schauspielerisch zu gekünstelt, um zu überzeugen; allein die Kameraarbeit verleiht dem Bilderrätsel einige reizvolle Aspekte“.